# Стипендіальна програма Лейна Кіркланда
Стипендіальна програма Лейна Кіркланда  — програма, що діє з 2000 року, головною метою  є передача досвіду Польщі у сфері системної трансформації та європейської інтеграції для розвитку фахівців та експертів з країн Східної Європи, Кавказу та Центральної Азії шляхом додаткового навчання у польських університетах. Стипендія може бути признана особам з вищою освітою громадянам 11-ьох країн: Вірменія, Азербайджан, Білорусь, Грузія, Казахстан, Киргизстан, Молдова, Росія, Таджикистан, Україна і Узбекистан . Реалізується програма у вигляді двосеместрового навчання в польських університетах та  2-тижневого стажування у державних або ж приватних установах.

## Історія
Метою програми є  підтримка демократичних та вільно- ринкових трансформацій у країнах Центральної та Східної Європи. Програма фінансується Польсько-Американським Фондом Свободи , додатково Національним агентством академічних обмінів а за управління та координування відповідає  Фонд Лідери Змін  . 
Перший навчальний рік програми, учасниками якого були 12 громадян України, котрі навчалися у Варшаві, відбувся згідно організований згідно співпраці з Коледжем Східної Європи у Варшавському університеті (SEW), очолюваним Яном Малицьким . 
Наступні роки супроводжувалися значними змінами. Координуванням програми зайнялась Польсько-Американська комісія Фулбрайта. Доступність програми поширилась також на громадян Білорусі, Росії (лише жителі Калінінградського району ), Словаччини та Литви. Кількість стипендіатів збільшилася до 30. 
У 2004 році до країн-учасниць програми приєдналися Грузія та Молдова, а через рік Вірменія . У 2006 році програма була поширена на всю Росію та дві нові країни - Азербайджан і Казахстан. У 2009 році приєднався Киргизстан. Протягом навчального року 2019/2020 програма була поширена на дві наступні країни: Таджикистан та Узбекистан . На даний час в Польщі кожного навчального року навчається близько 50 осіб. 
У лютому 2016 року було створено Фонд Лідери змін. Його завданням є адміністрування двох програм Польсько-Американського Фонду Свободи:  стипендіальної програми Лейна Кіркланда та навчальні поїздки до Польщі. 

## Правила відбору
Конкурс на стипендію ім. Лейна Кіркланда зазвичай оголошується в середині листопада або ж грудня, а кінцевий термін подання документів закінчується в березні. Всі кандидати, які подають заявку на отримання стипендії, повинні мати мінімум. 2 роки професійного досвіду та диплом про вищу освіту. 
Для участі в програмі запрошуються особи, пов'язані з: 
- академічною освітою
- економікою та управлінням, державним управлінням та самоврядуванням, політикою
- управлінням в бізнесі, освіті, службах охороні здоров'я та екології
- неурядовими організаціями, установами культури
- журналістикою та громадською діяльністю

## Kirkland Research
Kirkland Research  — програма, створена в 2016 році в рамах програми Kirkland. Вона пропонує короткострокові наукові дослідження та наукові стажування для людей, які вже мають наукову позицію. Одержувачі стипендій за програмою Kirkland Research не зобов'язані брати участь у освітній діяльності. Вони підлягають індивідуальній науковій роботі під керівництвом , результатом якої є підготовка наукової статті. 
Під час односеместрового навчання стипендіати беруть участь у семінарах і реалізують індивідуальне навчання за підтримки викладачів. Програма адресована до вчених з науковим ступенем доктора.